# Сокуренко Володимир Сергійович
Сокуренко Володимир Сергійович (14 лютого 1984 — 27 червня 2023) — молодший сержант Збройних Сил України, учасник російсько-української війни, який загинув під час російського вторгнення в Україну.

## Життєпис
Володимир Сокуренко народився 14 лютого 1984 у місті Баштанка, Миколаївської області в родині військовослужбовця.
У 1999 році закінчив дев’ять класів Баштанської ЗОШ №2. Займався активно боротьбою.
Після школи поступив до Баштанського професійно-технічного училища №9, яке закінчив в 2002 році за фахом будівельник.
В 2003 році був призваний на строкову службу.
Тривалий час працював у Франції, де займався встановленням вікон. 
Після повернення на Батьківщину почав брати активну участь у житті громади, зокрема допомагав з ремонтом Храм Успіння Пресвятої Богородиці. Навіть перебуваючи на фронті турбувався про долю храму і вже разом з побратимами зібрав необхідні кошти на придбання вікон для храму, який постраждав внаслідок боїв за Баштанку.
Із початком повномасштабного вторгнення Російської Федерації до України добровольцем вступив до лав Збройних сил України. Боровся проти держави-терориста у складі 125-ї окремої бригади територіальної оборони ЗСУ, служив командиром стрілецького відділення. За час служби отримав звання "молодший сержант"
Вірний військовій присязі, загинув 27 червня 2023 року при виконанні службового обов’язку по захисту Батьківщини. Військовий загинув, виконуючи бойові завдання, поблизу с. Діброва на Луганщині.
У Володимира залишились батьки, брат та донька.

## Нагороди
В лютому 2024 року відповідно до указу Президента України №135/2023  Володимиру Сокуренко за особисту мужність і самовідданість, виявлені у захисті державного суверенітету та територіальної цілісності України, вірність військовій присязі було посмертно відзначено державною нагородою: орденом «За мужність» III ступеня.
В травні 2024 відповідно до указу Міністра оборони України №786 від 21 травня 2024 року відзначено медаллю "Захиснику України".